# Gare de Versoix
La gare de Versoix est une gare ferroviaire de la ligne de Lausanne à Genève (150). Elle est située à Versoix dans le canton de Genève (Suisse).

## Situation ferroviaire
Établie à 388 mètres d'altitude, la gare de Versoix est située au point kilométrique (PK) 51,95 de la ligne Lausanne – Genève entre les gares du Creux-de-Genthod et de Pont-Céard.

## Histoire
La gare de Versoix est mise en service le 18 juin 1858, en même temps que le tronçon Genève-Versoix de la ligne Lausanne – Genève, mais n'a été réellement achevée qu'en 1861.
Le bâtiment voyageurs est reconstruit entre 1912 et 1914 dans le style Heimatstil.

## Service des voyageurs

### Accueil
La gare est composée de deux quais, un central et un latéral côté bâtiment voyageurs, reliés entre eux par un passage souterrain, permettant d'accéder à la gare : à l'est, côté bâtiment, par le chemin Jean-Baptise Vandelle et à l'ouest, côté arrêt de bus, par l'avenue Adrien-Lachenal.

### Desserte
La gare est desservie par les trains Léman Express qui relient la gare de Coppet aux gares d'Évian-les-Bains (L1), d'Annecy (L2), de Saint-Gervais-les-Bains-Le Fayet (L3) et d'Annemasse (L4). Ces trains desservent uniquement la voie 1 en situation normale mais peuvent parfois desservir les voies 2 et 3 en cas de situation dégradée.

### Intermodalité
La gare est desservie par les lignes de bus 50, 54 et 55 des Transports publics genevois, l'arrêt est situé à l'ouest de la gare, sur l'avenue Adrien-Lachenal.